# Remolino del Caguán
Remolino del Caguán, es un centro poblado colombiano del departamento del Caquetá, bajo jurisdicción del municipio de Cartagena del Chairá. Ubicado en la margen derecha del río Caguán.

## Transporte
El recorrido desde el municipio de Cartagena del Chairá hacia Remolino del Caguán, se realiza a través de transporte fluvial en el río Caguán. Se trata de un recorrido que tarda entre cuatro o seis horas, dependiendo del caudal del río.

## Historia
Fundada en 1976, como punto de colonización del bajo Caguán.
A principios de los 90 se convierte en zona neurálgica del narcotráfico, utilizando el cultivo de coca, su producción y su venta como modo de subsistencia. Aun quedando restos de lo descrito, en la actualidad, es un pueblo campesino, donde gran parte de su población trabaja y vive en fincas.